# دون سميث
دون سميث (10 أكتوبر 1951 بدايتون في الولايات المتحدة - 9 مارس 2004) (بالإنجليزية: Don Smith) هو لاعب كرة سلة أمريكي في مركز هجوم خلفي. لعب مع فيلادلفيا سفنتي سيكسرز.

## وصلات خارجية
- دون سميث على موقع إن بي أي (الإنجليزية)
- دون سميث على موقع سبورتس رفرنس (الإنجليزية)
- دون سميث على موقع كلية كرة السلة في سبورتس رفرنس.كوم (الإنجليزية)
- دون سميث على موقع ريلجم (الإنجليزية)